# 俸伯站
俸伯站是北京地铁15号线上的一座车站，位于北京市顺义区仁和地区与南彩镇交界顺平辅线与彩潮路交叉口。

## 位置
俸伯站位于顺平辅线与彩潮路交叉口，潮白河东侧。呈东西走向。

## 结构

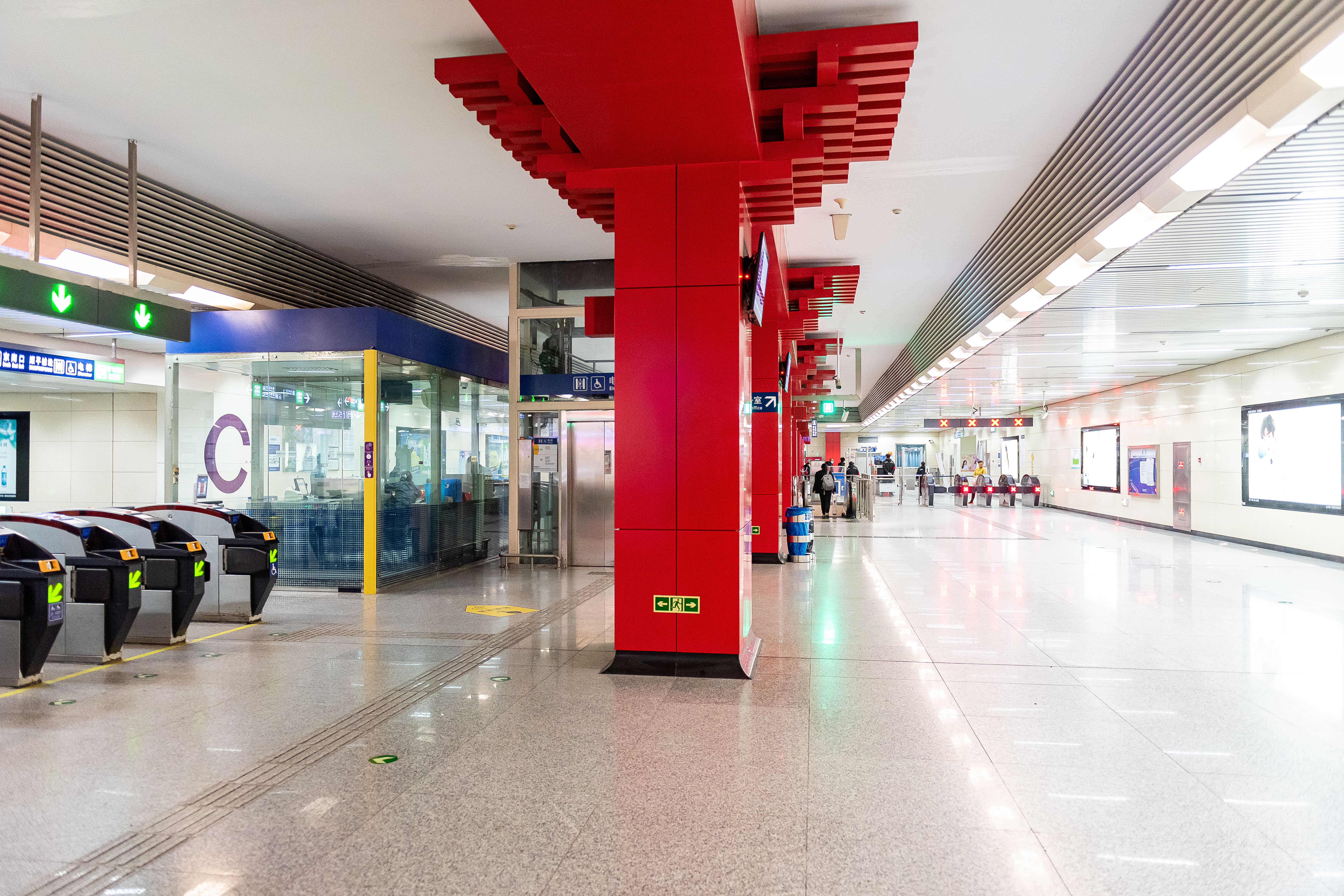
站厅（2024年3月摄）

该站为地下车站，双跨结构，岛式站台设计。同15号线其他线路一样，采用中国红斗拱装饰。
| 地面层          | 地面                    | A-C出入口                        |
| 地下一层 站厅层 | 站厅                    | 客务中心、自动售票机、进出站闸机 |
| 地下二层 站台层 |                         | █ 15号线往清华东路西口（顺义）   |
| 地下二层 站台层 | 岛式站台，左側開门      |                                  |
| 地下二层 站台层 | █ 15号线终点站 落客站台 |                                  |

## 出入口
|                           |          |                  |      |            |
| 编号                      | 指示     | 建议前往的目的地 | 照片 | 无障碍设施 |
| 出口 · A                  | 顺平辅线 |                  |      | 不適用     |
| 出口 · B                  | 顺平辅线 |                  |      | 不適用     |
| 出口 · C · 1              | 顺平辅线 |                  |      | 不適用     |
| 出口 · C · 2 · 升降机标志 | 顺平辅线 |                  |      |            |
| 註： 設有                 |          |                  |      |            |